# Worms (herní série)
Worms je série tahových počítačových her od společnosti Team17. Ve hře hrají hlavní roli kreslení červíci, kteří, různě ozbrojeni, mohou ničit krajinu a navzájem na sebe útočit. Hry jsou velmi oblíbené, zvláště díky podpoře WormNetu (hraní po síti) a téměř nekonečnému počtu variací.

## Seznam her stématemWorms
Firma Team17, která drží k titulům Worms licenci, vyrobila nový 2D titul pro tzv. handheld platformy (PSP a Nintendo DS) pod jménem Worms: Open Warfare, a to přesto, že se tato firma přeorientovala na 3D variace červíků. Dodatečně byla vydána hra Worms pro platformu Xbox, která je stáhnutelná z Xbox Live Arcade (XBLA). Jedna z předchozích červích her – Worms World Party – byla vyrobena i pro mnohé další platformy, např. Game Boy Advance, Pocket PC a N-Gage. Sérii lze kategorizovat podle herního rozhraní. 
| 2D/2,5D rozhraní | 2D/2,5D rozhraní | 3D rozhraní                                                                                                  |
| Vyšlo na PC | Jen konzole/ mobilní zařízení | 3D rozhraní                                                                                                  |
| --- | --- | --- |
| - Worms (1994) - Worms Reinforcements (1995) - Worms: The Director's Cut (1997) - Worms 2 (1997) - Worms Armageddon (1999) - Worms World Party (2001) - Worms 2: Armageddon (2009) - Worms Reloaded (2010) - Worms Revolution (2012) - Worms Clan Wars (2013) - Worms W.M.D (2016) | - Worms: Open Warfare (2006) - Worms: Open Warfare 2 (2007) - Worms (2007) - Worms: A Space Oddity (2008) - Worms Battle Islands (2010) - Worms 3 (2013) - Worms Battlegrounds (2014) - Worms 4 (2015) | - Worms 3D (2003) - Worms Forts: Under Siege (2004) - Worms 4: Mayhem (2005) - Worms: Ultimate Mayhem (2011) |

### Vedlejší tituly
Bylo vydáno také několik vedlejších titulů se jménem Worms, které mají s původní hrou společné většinou jen jméno a pár hlavních znaků (červíci, bazuka atd.). Mezi ně můžeme jmenovat např. Worms Pinball (1999) a Worms Blast (2002), dále byly fanoušky Worms vyrobeny další vedlejší hry, např. Worms Breakout a Worms Breakout 2. Poslední dva tituly byly uveřejněny na oficiálních stránkách Worms Armageddon Archivováno 13. 10. 2017 na Wayback Machine..
Rovněž existuje svobodný klon Worms – Wormux, ve kterém se ale nehraje s červy, ale různými zvířátky, přičemž herní systém je stejný. Worms Rumble (2020) je na rozdíl od hlavní série 2,5D akční hra v reálném čase.

## Ocenění
Tituly dostaly mnoho ocenění.
- „Most original game“ („Nejvíce originální hra“) – EMAP Awards
- „Best game“ („Nejlepší hra“) – BBC's Live & Kicking
- „Most original game“ („Nejvíce originální hra“) – ECTS Awards
- „Best game“ („Nejlepší hra“) – Micro Mania Awards
- „Best strategy title“ („Nejlepší strategická hra“) – PSX Developers
- „Strategy game of the year“ („Strategická hra roku“) – EGM
- „Best strategy game“ („Nejlepší strategická hra“) – Trophee d'or
- „Multiplayer game of the year“ („Hra pro více hráčů roku“) – GMBH